# Montserrat (planina)
Montserrat je planina u španjolskoj pokrajini Kataloniji, 60 km sjeverozapadno od grada Barcelone. Najviši vrh planine ima 1236 metara nadmorske visine. Na visini od 721 metara nalazi se benediktinska opatija i proštenište Majke Božje Montserratske.

## Vanjske poveznice
|  | Zajednički poslužitelj ima još gradiva o temi Montserrat (planina) |

- Parc Natural de la Muntanya de Montserrat  Arhivirana inačica izvorne stranice od 27. veljače 2016. (Wayback Machine), stranice Parka prirode Montserrat
- Larsa Montserrat, stranice turističkog ureda Montserrat